# Alessandro di Sangro
Alessandro di Sangro (falecido a 18 de fevereiro de 1633) foi um prelado católico romano que serviu como arcebispo de Benevento (1616–1633) e patriarca titular de Alexandria (1604–1633).

## Biografia
No dia 2 de agosto de 1604, Alessandro di Sangro foi nomeado Patriarca Titular de Alexandria durante o papado de Clemente VIII e ordenado sacerdote a 8 de agosto de 1604 por Leonard Abel, Bispo Titular de Sidon. No dia 10 de agosto de 1604, foi consagrado bispo por Camillo Borghese, Cardeal-Sacerdote de San Crisogono, tendo Fabio Biondi, Patriarca Titular de Jerusalém, e Giuseppe Ferrerio, Arcebispo de Urbino, servindo como co-consagradores. A 2 de maio de 1616, foi nomeado Arcebispo de Benevento durante o papado de Paulo V. No dia 2 de abril de 1621, foi nomeado durante o papado de Gregório XV como Núncio Apostólico na Espanha, cargo que ocupou até 23 de junho de 1622. Serviu como Arcebispo de Benevento até à sua morte a 18 de fevereiro de 1633.